# Per un amico
| Recensione              | Giudizio            |
| ----------------------- | ------------------- |
| AllMusic                | [ 2 ]               |
| Sputnikmusic            | 4.5 (Superb)        |
| Piero Scaruffi          | [ 4 ]               |
| Ondarock                | (Disco consigliato) |
| Dizionario del Pop-Rock | [ 6 ]               |
| 24.000 dischi           | [ 7 ]               |

Per un amico è il secondo album in studio del gruppo musicale italiano Premiata Forneria Marconi del 1972, pubblicato dalla Numero Uno. È stato rimasterizzato e ristampato nel 2001 dalla BMG.
Nel giugno del 2015 la rivista Rolling Stone ha collocato l'album alla diciannovesima posizione dei 50 migliori album progressive di tutti i tempi.

## Il disco
Questo album, uscito dopo Storia di un minuto, ma nello stesso anno, si caratterizza per un piano musicale più complesso rispetto al primo ed ha ottenuto un successo minore. L'album è stato classificato tra i migliori album di rock progressivo di sempre.
Il testo della title track, scritto da Mauro Pagani, è rivolto a Claudio Rocchi.

## Tracce
Lato A
1. Appena un po' – 7:46 (Mauro Pagani, Franco Mussida, Flavio Premoli)
2. Generale – 4:13 (Franco Mussida, Flavio Premoli)
3. Per un amico – 5:20 (Mauro Pagani, Franco Mussida, Flavio Premoli)

Durata totale: 17:19
Lato B
1. Il banchetto – 8:34 (Mauro Pagani, Franco Mussida, Flavio Premoli)
2. Geranio – 8:10 (Mauro Pagani, Franco Mussida, Flavio Premoli)

Durata totale: 16:44
- Brano Generale sul vinile originale (lato A) il brano è attribuito a: Mauro Pagani, Franco Mussida, Flavio Premoli; nella ristampa su CD a: Franco Mussida e Flavio Premoli

## Formazione
- Franco Mussida - chitarra acustica, chitarra a 12 corde, chitarra elettrica, mandoloncello, voce solista
- Flavio Premoli - pianoforte, clavicembalo, organo Hammond, spinetta, mellotron, campane, voce
- Mauro Pagani - flauto, flauto contralto, ottavino, violino, voce
- Giorgio Piazza - basso, voce
- Franz Di Cioccio - batteria, percussioni, voce

Note aggiuntive
- Scritto, arrangiato e prodotto dalla Premiata Forneria Marconi con la collaborazione di Claudio Fabi
- Amplificazione Romano Lombardi
- Ringraziamo anche le Ditte Pari, Monzino, U.F.I.P. e Jenko per le attrezzature forniteci
- Un ringraziamento particolare al tecnico del suono Gaetano Ria
- Un ringraziamento anche a Ivor Barnett
- Copertina di Caesar Monti, Giannici e Spinello[12]